# 味莼园

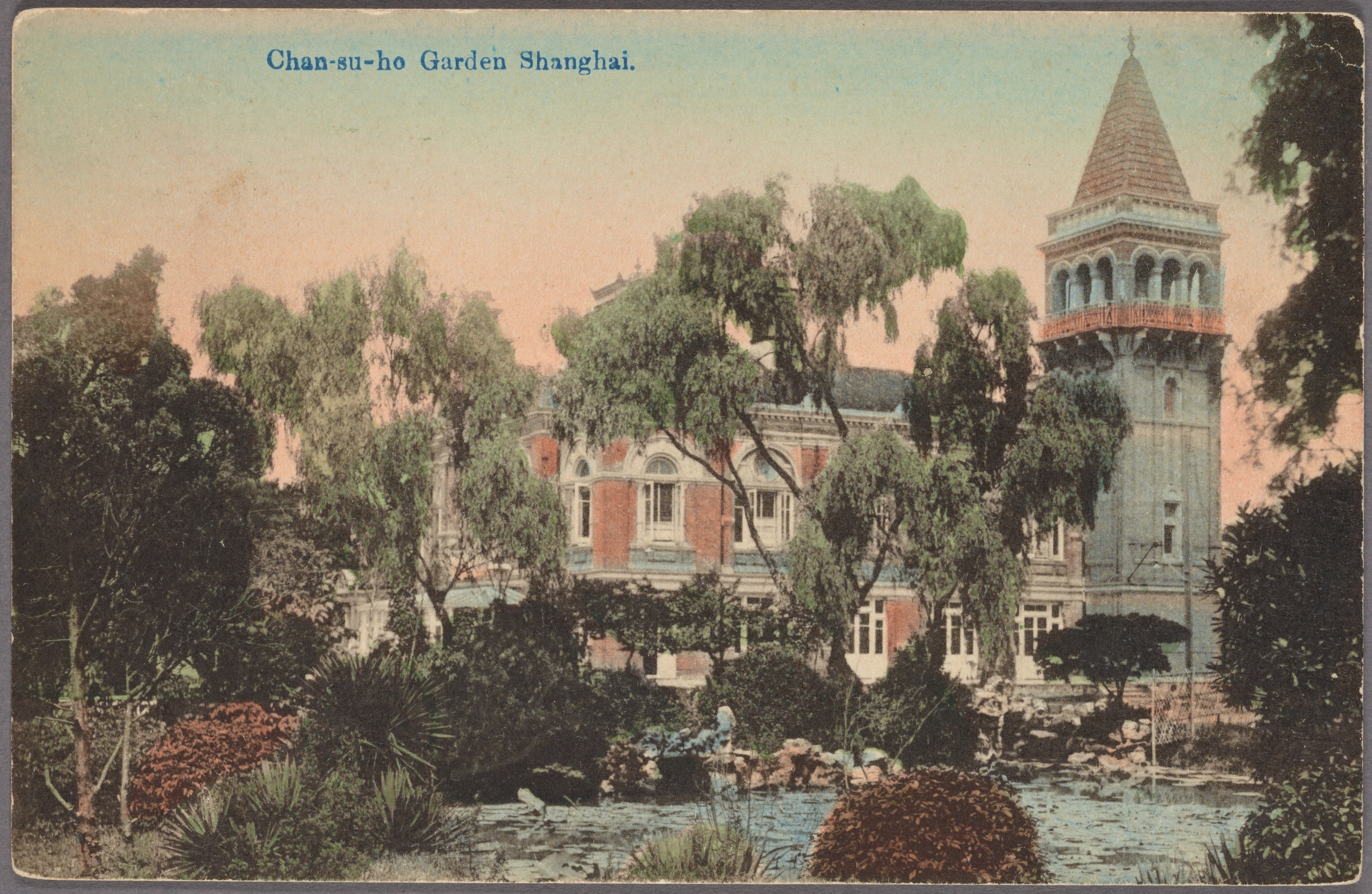
张园安垲第

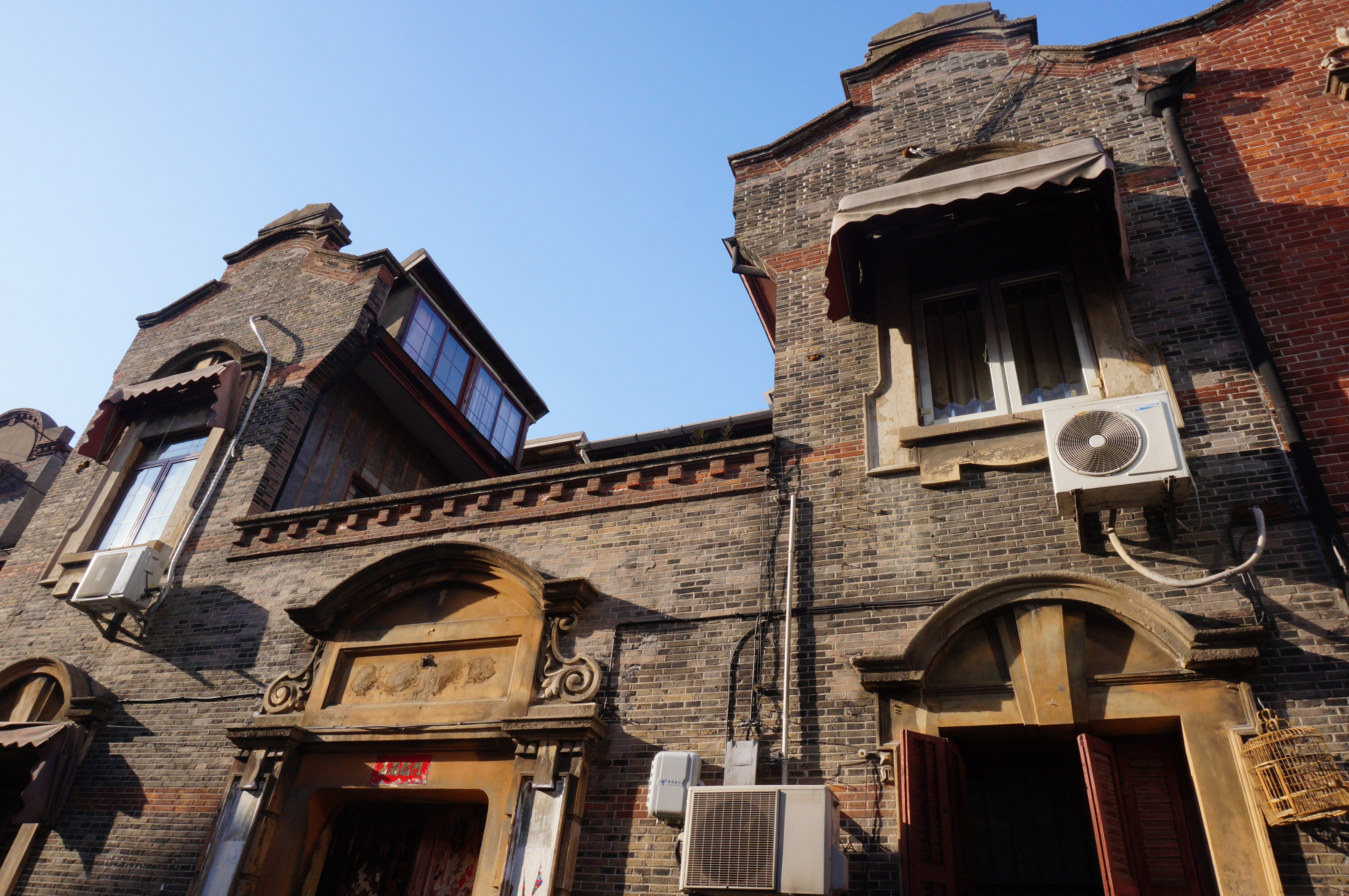
今张园原址内的石库门

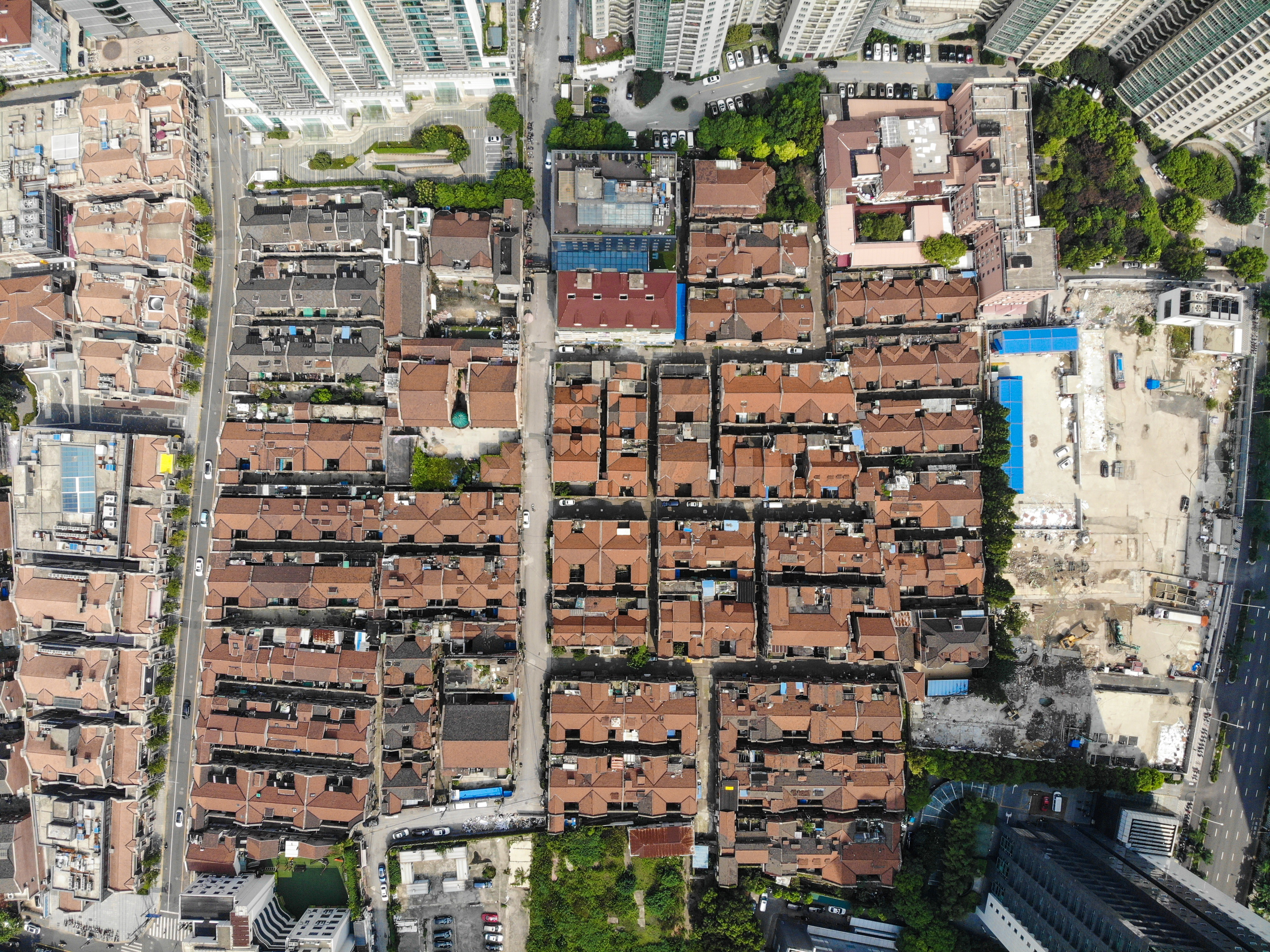
静安区文物保护点 张家花园

上海张园，是中国清朝末年上海最大的市民公共活动场所，被稱为「近代中国第一公共空间」。

## 历史
张园位于今南京西路以南，石门一路以西的泰兴路南端，其地本为农田，1878年由英国商人格龙营造为园。1882年8月16日，中国商人张叔和自和记洋行手中购得此园，总面积21亩，起名为“张氏味莼园”，又称张家花园。
此后，张叔和又对该园屡加增修，至1894年，全园面积达61.52亩，为上海私家园林之最，起今南京西路（泰兴路口），南至今威海路，东起今石门一路，西至今茂名北路。其中今吴江路步行街系原园中池塘。园中并有当时上海最高建筑“安垲第”（Arcadia Hall），可以容纳千人以上会议，一时登高安垲第，鸟瞰上海全城，成为游上海者必到。
1885年开始，张园向游人开放，初免费，不久因园内游人太多，收费每人一角，1893年安垲第落成后，又改为免费，但设立各种服务设施收取费用。1903年，张叔和将张园完全开放经营，其中设立魔术表演、游乐宫、中西式餐馆等，游人如织，一时甚至阻塞道路。但不久随着哈同花园、大世界等游乐场所的建成开放，张园逐渐衰落，于中华民国八年（1919年）歇业。园主将该园卖给王克敏，原有建筑被拆除殆尽，改建成里弄住宅（今威海路590弄）。
部分张园被改建后在2014年7月开业，成为张园99。改建区域内有多个酒吧和餐厅。由于张园区块整体改建，张园99于2019年4月暂时关闭。2021年7月，太古地產宣佈與上海靜安置業集團合資成立管理公司，雙方共同參與張園保護性開發項目。2022年11月27日，重建後的张园西区揭幕。12月1日起，张园向社会公众开放。12月30日，張園东区、共9幢建筑的平移施工启动。

## 会展
张园鼎盛时期，许多外国事物均在此新鲜登场，如：电灯、照相、电影、热气球等，各种体育竞赛、赏花大会、展销大会、戏剧表演（包括中国最早的话剧表演），乃至市民婚丧嫁娶，无不选择张园举办，时有轰动全国的事件，比如霍元甲摆擂战外国力士等。

## 集会
作为晚清上海公共活动空间，张园最突出的一点，是它作为上海各界集会、演说的场所。1900年以后，集会、演说成为张园一大特色。由于其地处上海公共租界，清政府无权干预，因此各种政治集会、演说也多在张园举行，其中著名的有：
- 1897年12月6日，中、外妇女共122人在安垲第讨论设立上海女学问题，上海道台蔡钧夫人等均到会，是次集會後來被稱作「上海女學會議」。这是带有官方性质的集会，也是张园第一次百人以上的大型集会。
- 1901年3月15日，汪康年等二百余人，反对清政府与沙俄签订卖国条约，以保危局。汪允中发表《告中国文》；汪康年、温宗尧、蒋智由、薛仙舟等发表演说。这是第一次反对帝国主义的集会。3月24日，吴趼人等近千人集会拒俄，孙宝蠧、吴趼人等十余人演说，有数十名外国人旁听，一位朝鲜人宗晚洙发表了书面讲话。

此后，「张园演说」成为上海人生活中习以为常的事，每遇大事，诸如边疆危机、学界风潮、地方自治、庆祝大典，张园准有集会。例子如下：
- 1902年8月13日，中国教育会於此舉行欢迎吴稚晖归国大会
- 1903年4月25日、4月27日：上海各界三四百人，集会拒俄反清，以此進行「抗议俄国侵占东北千人大会」
- 1906年9月16日，为庆祝清廷宣布预备立宪，《申报》、《同文沪报》、《中外日报》、《时报》、《南方报》等多家报社联合发起演說，當中主张立宪的郑孝骨、马相伯发表演说。上海道台等人均到场。
- 1911年3月10日，沈组云等近千人，進行中国保界分会第一次会议，其間演说保矿、保路。同年6月，中国蘸总会召开大会，五千人到会，沈绳云、马相伯被推为正副会长。
- 1913年：宋教仁追悼大会

根据《申报》、《中外日报》、《时报》及《近代上海大事记》等资料统计，从1897年12月，到1913年4月，张园举行的较大的集会有39起。从发起人与参加人看，有学界，有商界，有政府官员，有民间人士，不分男女老少，不分士农工商，有时还有些外国人，从思想、主张看，不分革命、改良，不问激进、保守。
张园集会演说的重要特点，是公开性、开放性与参与性。
许多集会演说，都在事先发布消息，欢迎各界参加。1901年的两次拒俄集会，事先都有公告。可見张园是游人如织的地方，所以在此举行的集会，常能一呼百应，耸动视听。因此後來到马叙伦回忆時，記得自己是總去參加张园演说的。
而「張園演說」一活動，眾參加者的自由度是很高的。於當時時勢而言，這開明的環境可謂是獨特無比的。例有1903年2月15日，徐敬吾借到张园安恺第举行了第一次演说会。随后，每星期总有一兩个講員下午在此进行公开演讲。每次演讲除预定一兩个或兩三个固定演讲者之外，其他人随时都可以上台讲演。所讲内容每次各不相同，但中心思想总离不开反清革命。
可見「張園演說」一活動，側面說明當時各派新思想於這公共地界上百家爭鳴，議聲不斷，充分展示年代下知識分子的風采，並展現出他們對國家命運，抱有崇高的責任感。